# Код Хиперборејаца
Код Хиперборејаца је роман Милоша Црњанског из 1966. године. Роман обилује метафизичким, поетским и књижевно-историјским расправама. Једно је од можда кључних дела за разумевање поетике Милоша Црњанског, које приказује пишчев боравак у Италији и Риму од 1938. до 1941. у српском посланству, јер се креће на граници романа и аутобиографског записа, износећи аутентичне ставове писца, који нису посредовани некаквим алтер егом.

## Издања
Прво издање се појавило 1966. године. Приредили су га Роксанда Његуш и Стеван Раичковић, а издавачи су били Издавачко предузеће Просвета, Матица српска, Младост и Свјетлост.
Издавачи 1993. године су били БИГЗ и Српска књижевна задруга,
Дело је преведено на француски, немачки и бугарски језик.

## Критике
Приликом изласка, књига није најбоље примљена код публике. У сарајевском Одјек се појавио чланак Новице Петковића:
Надахнути поетски пасажи губе се у дугим расправљањима и разговорима о мање-више периферним проблемима уметности, историје, географије и политике. Као какве историјске авети дефилују италијански и скандинавски песници, сликари и филозофи. Атмосфера салонских ћаскања замара и одбија у истој мери у којој плитко политизирање у друштву лепих и богатих жена изазива досаду. У свим таквим тренуцима не остаје ништа од поетске сугестивности, од снаге којом нас иначе плени песничко дело Милоша Црњанског.